# タマリネ・タナスガーン
タマリネ・タナスガーン（Tamarine Tanasugarn, タイ語: แทมมารีน ธนสุกาญจน์, 1977年5月24日 - ）は、タイの女子プロテニス選手。自己最高ランキングはシングルス19位、ダブルス15位。身長165cm、体重63kg。右利き、バックハンド・ストロークは両手打ち。WTAツアーでシングルス4勝、ダブルス8勝を挙げた。タナスガーンは芝に強く、2008年ウィンブルドン選手権で初のベスト8進出を成し遂げ、当地のテニス選手として最高成績を出した。両親ともタイ人であるが、タナスガーンの出身地はアメリカ・カリフォルニア州ロサンゼルスである。そのため、彼女はタイとアメリカの二重国籍を持つ。

## 来歴
アメリカ・カリフォルニア州ロサンゼルスで生まれ、5歳の時に両親の故国タイの首都バンコクへ引っ越した。家族揃ってテニスをする恵まれた環境の中で、4人兄弟の家庭に育ち、1994年にプロ入りする。1996年、19歳の若さでアトランタ五輪のタイ代表選手として出場しダブルスでベスト8に進出。1997年度の4大大会では、全仏オープンを除く3大会で3回戦に進出している。
タナスガーンが国際的な名声を獲得したのは、1998年全豪オープンでの活躍だった。この時の3回戦で、タナスガーンは1997年の全仏オープン優勝者イバ・マヨリ（クロアチア）を 6-0, 6-2 で圧倒した。続く4回戦ではフランスのサンドリーヌ・テスチュに 6-3, 1-6, 2-6 の逆転で惜敗する。ウィンブルドンでは1998年-2002年（5年連続）と2004年の6度にわたり、4回戦まで進出したが、長い間ベスト8の分厚い壁に阻まれてきた。
2003年度はダブルスでマリア・シャラポワとコンビを組んだ優勝が2つあった。1つはルクセンブルクの大会で、もう1つは日本の「ジャパン・オープン」である。シャラポワはジャパン・オープンで単複2冠を獲得し、世界への第一歩を踏み出したが、ダブルスのパートナーがこのタナスガーンであった。シングルスでも全米オープンで初の4回戦進出があり、第5シードのアメリ・モレスモに 2-6, 2-6 で敗れている。2004年は全米オープンで女子ダブルスのベスト8進出があり、パートナーはリーゼル・フーバーと組んだ。

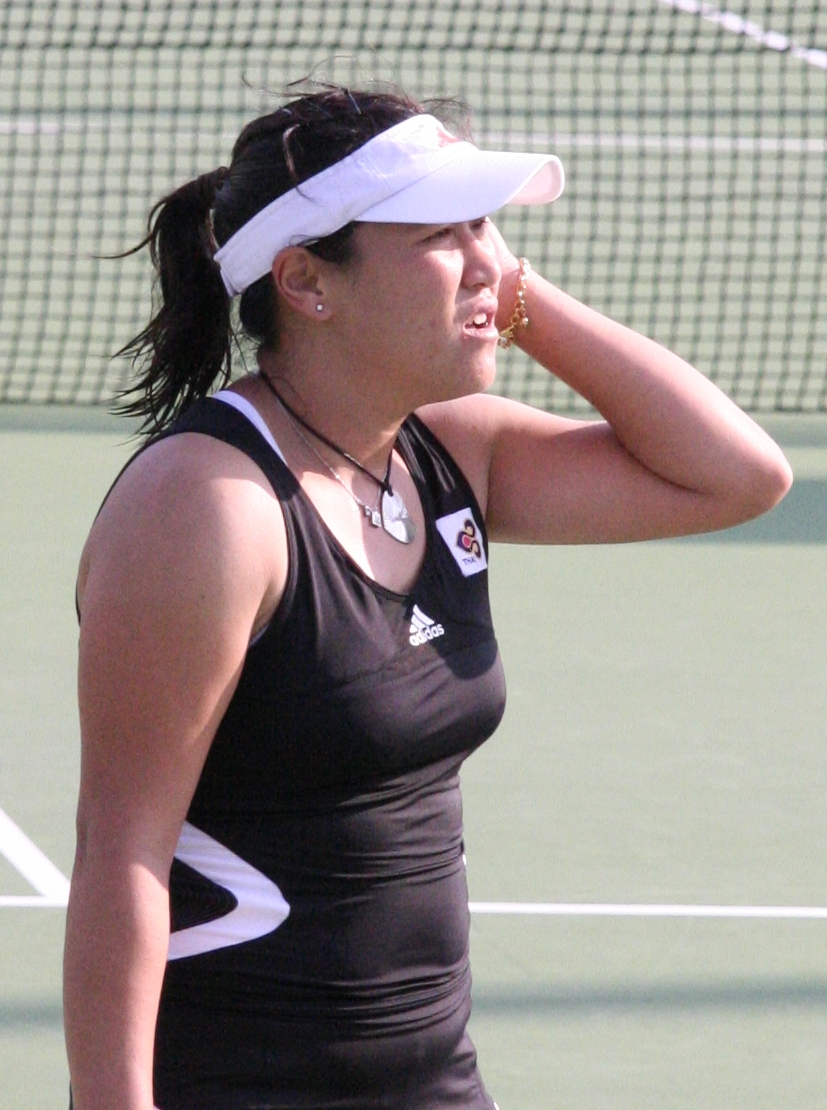
2007年全豪オープンにて

近年は怪我に苦しんでいたタナスガーンだったが、2008年6月に予選からの出場となったウィンブルドンの前哨戦・オランダ「オルディナ・オープン」において久々の好成績を挙げた。予選から決勝戦に勝ち上がり、当年度の全仏オープン準優勝者ディナラ・サフィナを 7-5, 6-3 のストレートで下し、自身のキャリアで5年ぶり2度目の女子ツアーシングルス優勝を遂げた。続く2008年ウィンブルドンでは、2004年以来4年ぶり「7度目」の進出となった4回戦で第2シードのエレナ・ヤンコビッチ（セルビア）に 6-3, 6-2 で快勝し、悲願のベスト8入りを決めた。初進出の準々決勝では、大会前年度優勝者のビーナス・ウィリアムズに 4-6, 3-6 で敗れた。
2009年、「オルディナ・オープン」を連覇。2010年、大阪で行われた「HPジャパン・オープン」の決勝でクルム伊達公子を下し、シングルスツアー通算4勝目を挙げた。
2011年ウィンブルドン選手権のダブルスでは、マリナ・エラコビッチと組み自己最高のベスト4に進出している。予選から勝ち上がり、準々決勝では第3シードのリーゼル・フーバー&リサ・レイモンド組に 4-6, 7-6(1), 13-11 で勝利している。準決勝ではサマンサ・ストーサー&ザビーネ・リシキ組に 3-6, 6-4, 6-8 で競り負けた。
タナスガーンは2015年5月の岐阜での下部大会に出場したのが最後の試合となり、2016年39歳で現役を引退した。

## WTAツアー決勝進出結果

### シングルス: 11回 (4勝7敗)
| 大会グレード          | 大会グレード                 |
| 2008年以前            | 2009年以後                   |
| --------------------- | ---------------------------- |
| グランドスラム (0–0)  |                              |
| WTAファイナルズ (0–0) |                              |
| ティア I (0–0)        | プレミア・マンダトリー (0-0) |
| ティア I (0–0)        | プレミア5 (0-0)              |
| ティア II (0–0)       | プレミア (0–0)               |
| ティア III (1–4)      | インターナショナル (2–1)     |
| ティア IV ＆ V (1–2)  | インターナショナル (2–1)     |

| 結果   | No. | 決勝日         | 大会               | サーフェス | 対戦相手                 | スコア            |
| ------ | --- | -------------- | ------------------ | ---------- | ------------------------ | ----------------- |
| 準優勝 | 1.  | 1996年11月18日 | パタヤ             | ハード     | ルクサンドラ・ドラゴミル | 6–7, 4–6          |
| 準優勝 | 2.  | 2000年6月18日  | バーミンガム       | 芝         | リサ・レイモンド         | 2–6, 7–6 (7), 4–6 |
| 準優勝 | 3.  | 2001年10月1日  | 東京               | ハード     | モニカ・セレシュ         | 3–6, 2–6          |
| 準優勝 | 4.  | 2002年1月7日   | キャンベラ         | ハード     | アンナ・スマシュノワ     | 5–7, 6–7(2)       |
| 準優勝 | 5.  | 2002年2月11日  | ドーハ             | ハード     | モニカ・セレシュ         | 6–7(6), 3–6       |
| 優勝   | 1.  | 2003年2月9日   | ハイデラバード     | ハード     | イロダ・ツルヤガノワ     | 6–4, 6–4          |
| 準優勝 | 6.  | 2006年10月9日  | バンコク           | ハード     | バニア・キング           | 6–2, 4–6, 4–6     |
| 優勝   | 2.  | 2008年6月21日  | スヘルトーヘンボス | 芝         | ディナラ・サフィナ       | 7–5, 6–3          |
| 優勝   | 3.  | 2009年6月20日  | スヘルトーヘンボス | 芝         | ヤニナ・ウィックマイヤー | 6–3, 7–5          |
| 準優勝 | 7.  | 2010年2月14日  | パタヤ             | ハード     | ベラ・ズボナレワ         | 4–6, 4–6          |
| 優勝   | 4.  | 2010年10月17日 | 大阪               | ハード     | クルム伊達公子           | 7–5, 6–7(4), 6–1  |

### ダブルス: 16回 (8勝8敗)
| 結果   | No. | 決勝日         | 大会             | サーフェス    | パートナー               | 対戦相手                                          | スコア           |
| ------ | --- | -------------- | ---------------- | ------------- | ------------------------ | ------------------------------------------------- | ---------------- |
| 優勝   | 1.  | 1998年1月11日  | オークランド     | ハード        | 宮城ナナ                 | ジュリー・アラール＝デキュジス ヤネッテ・フサロバ | 6–4, 7–5         |
| 準優勝 | 1.  | 1998年8月16日  | ロサンゼルス     | ハード        | エレナ・タタルコワ       | マルチナ・ヒンギス ナターシャ・ズベレワ           | 4–6, 2–6         |
| 準優勝 | 2.  | 2000年2月27日  | オクラホマシティ | ハード (室内) | エレナ・タタルコワ       | キンバリー・ポー コリーナ・モラリュー             | 4–6, 6–4, 2–6    |
| 優勝   | 2.  | 2000年10月22日 | 上海             | ハード        | リリア・オスターロー     | リタ・グランデ メガン・ショーネシー               | 7–5, 6–1         |
| 優勝   | 3.  | 2001年9月24日  | バリ             | ハード        | エビー・ドミニコビッチ   | ジャネット・リー ウィン・プラクスヤ               | 7–6(1), 6–4      |
| 準優勝 | 3.  | 2001年10月14日 | 上海             | ハード        | エビー・ドミニコビッチ   | レンカ・ネメチコバ リーゼル・フーバー             | 0–6, 5–7         |
| 準優勝 | 4.  | 2003年9月21日  | 上海             | ハード        | 杉山愛                   | エミリー・ロワ ニコル・プラット                   | 3–6, 3–6         |
| 優勝   | 4.  | 2003年10月5日  | 東京             | ハード        | マリア・シャラポワ       | アンスレー・カーギル アシュリー・ハークルロード   | 7–6(1), 6–0      |
| 優勝   | 5.  | 2003年10月26日 | ルクセンブルク   | ハード (室内) | マリア・シャラポワ       | エレナ・タタルコワ マレーネ・ヴァインゲルトナー   | 6–1, 6–4         |
| 準優勝 | 5.  | 2004年8月8日   | モントリオール   | ハード        | リーゼル・フーバー       | 杉山愛 浅越しのぶ                                 | 0–6, 3–6         |
| 準優勝 | 6.  | 2008年11月2日  | ケベックシティ   | ハード (室内) | ジル・クレイバス         | アンナ＝レナ・グローネフェルト バニア・キング     | 6–7(3), 4–6      |
| 優勝   | 6.  | 2009年2月15日  | パタヤ           | ハード        | ヤロスラワ・シュウェドワ | ユリア・ベイゲルジマー ビタリア・ディアチェンコ   | 6–3, 6–2         |
| 優勝   | 7.  | 2010年2月14日  | パタヤ           | ハード        | マリナ・エラコビッチ     | アンナ・チャクベタゼ クセーニャ・ペルバク         | 7–5, 6–1         |
| 優勝   | 8.  | 2012年9月22日  | 広州             | ハード        | 張帥                     | ヤルミラ・ガイドソバ モニカ・ニクレスク           | 2-6, 6-2, [10-8] |
| 準優勝 | 7.  | 2013年4月7日   | モンテレイ       | ハード        | エバ・ブリネロバ         | クルム伊達公子 ティメア・バボシュ                 | 1–6, 4–6         |
| 準優勝 | 8.  | 2015年2月15日  | パタヤ           | ハード        | 青山修子                 | 詹詠然 詹皓晴                                     | 6–2, 4–6, [3–10] |

## 4大大会シングルス成績
略語の説明
| W | F | SF | QF | #R | RR | Q# | LQ | A | Z# | PO | G | S | B | NMS | P | NH |

W=優勝, F=準優勝, SF=ベスト4, QF=ベスト8, #R=#回戦敗退, RR=ラウンドロビン敗退, Q#=予選#回戦敗退, LQ=予選敗退, A=大会不参加, Z#=デビスカップ/BJKカップ地域ゾーン, PO=デビスカップ/BJKカッププレーオフ, G=オリンピック金メダル, S=オリンピック銀メダル, B=オリンピック銅メダル, NMS=マスターズシリーズから降格, P=開催延期, NH=開催なし.
| 大会           | 1995 | 1996 | 1997 | 1998 | 1999 | 2000 | 2001 | 2002 | 2003 | 2004 | 2005 | 2006 | 2007 | 2008 | 2009 | 2010 | 2011 | 2012 | 2013 | 通算成績 |
| -------------- | ---- | ---- | ---- | ---- | ---- | ---- | ---- | ---- | ---- | ---- | ---- | ---- | ---- | ---- | ---- | ---- | ---- | ---- | ---- | -------- |
| 全豪オープン   | LQ   | LQ   | 3R   | 4R   | 1R   | 3R   | 3R   | 3R   | 3R   | 1R   | 2R   | 1R   | 1R   | 1R   | 1R   | 2R   | 1R   | 1R   | LQ   | 15–16    |
| 全仏オープン   | LQ   | A    | 2R   | 1R   | 1R   | 2R   | 1R   | 3R   | 1R   | 1R   | 1R   | A    | 2R   | 1R   | 2R   | 1R   | A    | 1R   | A    | 6–14     |
| ウィンブルドン | LQ   | A    | 3R   | 4R   | 4R   | 4R   | 4R   | 4R   | 1R   | 4R   | 2R   | 3R   | 1R   | QF   | 1R   | 1R   | 2R   | 1R   | LQ   | 28–16    |
| 全米オープン   | LQ   | A    | 3R   | 1R   | 2R   | 3R   | 1R   | 2R   | 4R   | 1R   | 1R   | LQ   | 1R   | 1R   | 1R   | A    | 1R   | LQ   | A    | 9–13     |